# Rita Cetina Gutiérrez
Rita Cetina Gutiérrez, född 1846, död 1908, var en mexikansk författare, feminist, socialreformator och utbildningspionjär.
Hon var en pionjärfigur i den mexikanska feministrörelsen, känd för sitt engagemang för sekulär utbildning för kvinnor. Hon var verksam som lärare och bildade 1870 La Siempreviva på Yucatán för att utbilda kvinnliga professionella lärare och uppmana dessa att grunda sekulära skolor för flickor. 